# Nene Park
Nene Park är en fotbollsarena i Irthlingborough i Northamptonshire i England. Den kan ta 6 441 åskådare och är hemmaplan för Rushden & Diamonds.
Arenan byggdes 1969 och genomgick en totalrenovering 1992.